# 旭村 (福島県大沼郡)
旭村（あさひむら）は福島県大沼郡にあった村。現在の会津美里町旭各町にあたる。

## 地理
- 山：大沢山
- 河川：宮川

## 歴史
- 1889年（明治22年）4月1日 - 町村制の施行により、杉原村、三寄村、舘端村、無量村、寺入村、市川村の区域をもって発足。
- 1955年（昭和30年）3月31日 - 高田町、赤沢村、永井野村、尾岐村、東尾岐村、藤川村と合併し会津高田町が発足。同日旭村廃止。